# 中駒産業
中駒産業株式会社（なかこまさんぎょう、英: NAKAKOMA CO.,LTD）は、愛知県名古屋市中村区と東京都港区に本社を置く企業。

## 概要
1910年（明治43年）11月創立。創業者は中島駒太郎。主に分譲住宅事業・注文住宅事業を主体としている。社長でもある中島実は、TVCM・同社提供TV番組『あなたのための未来ホームズ・夢』（制作：三重テレビ放送）にも出演している。
町には会社の看板が沢山置かれている
この企業の特徴は、モデルハウスを住宅展示場に出さず、応募でモデルハウスになってくれる方を募集し、選ばれるとモデルハウスになり、1000万円値引きされる代わりに、建築中からモデルハウスとして利用することである。
2008年現在、CMには社長と大村崑が出演している。以前は社長と天野良春とタクマであった。

## スポンサーとなっている番組
- 『あなたのための未来ホームズ・夢』（三重テレビ放送、岐阜放送、スターキャット・ケーブルネットワークで放送中）
- 『疑問・相談・三人寄らば名回答』（東海ラジオ『タクマのHAPPY TIMES!!』内コーナースポンサー、2017年4月より）

### 過去のスポンサー番組
いずれも東海ラジオの番組である。
- 『かにタク言ったもん勝ち』内コーナー「ばばぁ〜ずBarber」（かにタクウイークリープレゼントとして、毎週いただいた全部のお便りの中から、抽選で1名に「有名デパートの選べるギフト」が当たるという担当もしていた）
- 『ナカコマ未来ホームズ夢タイム』（かにタク言ったもん勝ち内の火水木の9時台後半、10時スタート当時は9時05分頃の放送）
- 『アマタクの歌謡曲でドーダ』（月曜日午後7時00分 - ）